# Гірнича промисловість Об'єднаних Арабських Еміратів
Гірнича промисловість Об'єднаних Арабських Еміратів.

## Нафтогазодобувна промисловість
У 1995 в ОАЕ в середньому добувалося нафти 290 тис. т на добу, при цьому на частку Абу-Дабі припадало 83 %, Дубая — 15 %, Шарджу — 2 %. Абу-Дабі займає 3-є місце за обсягом видобутку нафти на Близькому Сході (після Саудівської Аравії й Ірану). Невелика кількість нафти добувається також в Рас-ель-Хаймі. Квоти на видобуток нафти в ОАЕ встановлюються Організацією країн-експортерів нафти (ОПЕК), але ОАЕ не завжди дотримувалися цих обмежень. Так, наприклад, в 1990, під час вторгнення Іраку в Кувейт, видобуток нафти в країні вдвічі перевищив квоту.
Станом на 2003 лідируюче положення в нафтогазовій галузі займає Національна Нафтова Компанія Абу Дабі (ADNOC), утворена в 1971 році. Останнім часом особлива увага приділяється розвідці нових родовищ, розробці знову знайдених, нафтогазовому маркетингу. На другий план відходять нафтопереробка, розподіл і маркетинг нафтопродуктів і зрідженого газу.
У 2003 р в Абу-Дабі починає освоюватися нафтове родовище Хувайла (Huwaila) розташоване за 30 км південніше родовища Бу-Хаса. Передбачається, що починаючи з 2006 р. видобуток тут складе 10 тис. бар./добу. Після 2007 р. передбачається будівництво додаткових свердловин. Хувайла є власністю компанії ADCO (Abu Dhabi Company for Onshore Oil Operations), яка, в свою чергу, на 60 % належить державній нафтовій компанії ADNOC. Іншим капіталом ADCO володіють шість великих міжнародних компаній.

## Видобуток інших корисних копалин
Крім нафти і газу в ОАЕ добувають: хроміти в Fujairah; виробляють сталь (Ahli Steel Co.), потужності — 70 тис.т/рік в Дубаї; переробляють свинець (Solo Industries Ltd.), потужності — 800 т/рік в Шарджа; мідний скрап (Lucky Recyling Ltd) в Дубаї. Компанія National Chlorine Industries продукує каустичну соду, хлор і сіль (підприємство Umm Al-Nar). Цемент виробляють в шести з семи еміратів.
У Дубаї діє алюмінієвий завод, що імпортує глинозем з Австралії. У країні працюють також декілька цементних заводів.
У 1980 році в Руваїс побудовано завод з виробництва мінеральних добрив (FERTIL), що є спільною компанією ADNOC і Total.

## Підготовка кадрів
Інженерів-нафтовиків готують в м. Абу-Дабі на інженерному факультеті університету.